# Lob lądolodu
Lob lądolodu, lob lodowca – część lądolodu (lodowca), rodzaj występu czoła lądolodu (lodowca), czy inaczej  jęzora lodowcowego, spowodowanego istnieniem obniżenia w powierzchni podłoża lądolodu (lodowca). Na terenie Polski przykładem jest np. Lob Mazurski, po którego ustąpieniu uformowała się Kraina Wielkich Jezior Mazurskich.